# IC 5067
IC 5067 — галактика типу EN (емісійна туманність) у сузір'ї Либідь.
Цей об'єкт міститься в оригінальній редакції індексного каталогу.